# 北洋通商大臣
北洋通商大臣，清咸丰十年（1860年），咸豐帝下詔设总理各国事务衙门下設三口通商大臣，負責新設口岸的通商、關防及稅收，並在清廷授權下处理对外通商（包括外交）事务。三口通商大臣驻天津，管理牛庄、天津、登州三口通商事务。开始是专职，首任大臣是崇厚。
同治九年（1870年）十月，裁撤三口通商大臣，設三品北洋通商大臣，简称北洋大臣，由直隶总督兼任，加欽差銜。北洋大臣管理直隶（今河北）、山东、奉天（今辽宁）三省通商、洋务，办理有关外交、海防、关税及官辦之兵工廠等事宜。担任过北洋大臣的有李鸿章、王文韶、荣禄、袁世凯等。